# Don Eberly
Pour les articles homonymes, voir Eberly.
Don E. Eberly, né le 13 novembre 1953, est un auteur et chercheur américain dans le domaine de la société civile. 
Titulaire d'un master à l'Université George Washington et à la John F. Kennedy School of Government, il fonde la Commonwealth Foundation for Public Policy Alternatives dans les années 1980 et en fut le premier président. 
Il a aussi été l'un des fondateurs de la Pennsylvania Leadership Conference et a fondé la National Fatherhood Initiative en 1993.

## Travaux
- (en) Don Eberly, Building a Community of Citizens : Civil Society in the 21st Century, Lanham, University Press of America, 1994, 376 p. (ISBN 978-0-8191-9613-2, LCCN 94022687, lire en ligne)
- (en) Don Eberly, The Soul of Civil Society : Voluntary Associations and the Public Value of Moral Habits, Lanham, Lexington Books, 2002, 146 p. (ISBN 978-0-7391-0424-8, OCLC 49891502, LCCN 2002008110, lire en ligne)
- (en) Don Eberly, America's Promise : Civil Society and the Renewal of American Culture, Lanham, Rowman & Littlefield, 1999, 254 p., poche (ISBN 978-0-8476-9229-3, LCCN 98035504, lire en ligne)
- (en) Don Eberly, Restoring the Good Society : A New Vision for Politics and Culture, Grand Rapids, Hourglass Books (Pennsylvania State University), 1994, 127 p. (ISBN 978-0-8010-3226-4, LCCN 93048973, lire en ligne)
- (en) Don Eberly, The Essential Civil Society Reader : Classic Essays in the American Civil Society Debate, Lanham, Rowman & Littlefield, 2000, 414 p., poche (ISBN 978-0-8476-9719-9, lire en ligne)